# Georges Akiremy
Georges Edouard Akiremy Owondo (* 15. September 1983 in Libreville) ist ein ehemaliger gabunischer Fußballspieler.
Akiremy begann seine Profikarriere 2004 beim GD Interclube in Angola. 2007 wechselte er zum georgischen Club Dinamo Tiflis, für die er auch im UEFA-Pokal zum Einsatz kam und 2008 den georgischen Meistertitel gewinnen konnte. 2010 wechselte er nach Israel zu Hapoel Ironi HaScharon, 2011 war er für den israelischen Club Sektzia Nes Tziona in der Liga Leumit, der zweithöchsten israelischen Fußballliga, aktiv.
Mit der Nationalmannschaft Gabuns zog Akiremy ins Finale des CEMAC Cups 2007 ein, außerdem wurde er mit vier Toren Torschützenkönig des Turniers.

## Erfolge
- Torschützenkönig CEMAC-Cup 2007
- Georgischer Meister 2008